# Louise Firouz
Louise Firouz, née Louise Elizabeth Laylin le 24 décembre 1933 à Washington D.C., États-Unis, et morte le 25 mai 2008 à Gonbad, Iran, est une éleveuse de chevaux américaine ayant vécu une grande partie de sa vie en Iran.

## Jeunesse et installation en Iran
Son père, avocat, possédait une ferme à Great Falls, en Virginie. Elle souhaitait d'abord devenir vétérinaire, mais échoue à ses cours de physique. Elle s'oriente alors vers des études de lettres classiques et d'anglais à l'université Cornell. Elle étudie aussi pendant un an à l'université américaine de Beyrouth, et visite une première fois l'Iran. Elle y rencontre Narcy Firouz, ingénieur, descendant des Qadjar qui ont régné sur la Perse de 1779 à 1925. Elle termine ses études à Cornell, sort diplômée en 1956, et se rend à Paris où elle retrouve Narcy Firouz. Ils se marient en 1957 et s'installent en Iran à Shiraz, où ils acquièrent deux grandes propriétés, dont l'une de 15 000 hectares. Ils mènent un grand train de vie. Parmi leurs invités habituels se trouvent notamment Arthur Upham Pope, historien de l'art perse. Le père de Narcy leur offre ensuite une grande propriété de 130 hectares de terrain vierge, Norouzabad, à l'Ouest de la capitale, Téhéran, et leur suggère d'y construire une nouvelle ferme.

## Redécouverte du cheval caspien
Louise Firouz y fonde le centre équestre Norouzabad et cherche des chevaux. Elle entend parler de poneys dans les montagnes le long de la mer Caspienne et décide de partir à leur recherche, à cheval à travers les régions des plus désertiques. Cette expédition se déroule en 1965 dans la région au sud de la Caspienne, vers Amol. Plusieurs femmes se joignent à elle. Le groupe de Louise Firouz découvre de petits chevaux vivant aussi bien en bandes sauvages que domestiqués. Les équidés domestiqués tiraient les charrettes ou aidaient aux travaux des champs, mais ils sont en général mal nourris et couverts de tiques.